# Manuela Antonia Márquez García-Saavedra
Manuela Antonia Márquez García-Saavedra   (1844 - 1890) fou una escriptora, poetessa, compositora i pianista peruana, considerada una de les poetesses més destacades de la generació de 1870.
Va estudiar al Colegio Sagrados Corazones Belén de Lima, i va publicar articles costumistes i poemes a diverses publicacions com El Correo de Perú, El Cosmorama o La Alborada. Alguns poemes van ser inclosos a les obres col·lectives Parnaso peruano (1871) i Poetisas americanas (1896). També és autora de diverses composicions per al cant i per a piano, així com una sarsuela dramàtica titulada La novia del colegial.

## Biografia
Manuela Antonia Márquez García-Saavedra fou una inspirada poetessa, descendent d'una il·lustre familia que va tenir èxit en les belles arts, i a qui ella va fer honor, escrivint articles de costums i poesies plenes de tendresa. Fou germana de Luis i d'Arnaldo Márquez, considerats entre els primers grans escriptors de Perú. També va ser mare de l'escriptora Delia Castro Márquez i àvia de la també escriptora Serafina Quinteras.
Els seus primers articles els va publicar a El Correo del Perú i a El Cosmorama, sempre amagant-se modestament darrere d'un pseudònim. El Parnaso Peruano, la considera en primera línia, i la cita no només com estilista del gust clàssic, sinó principalment pel sentit dels seus versos, a través dels quals es transparentaven sempre els grans infortunis, els quals van amargar la seva existència.
Dotada de noble inspiració, no només dominava la rima i la mètrica en la paraula, sinó que fou eximia pianista, cultivant la música a la vegada que les belles lletres. Les seves poesies són nombroses i es troben disseminades a revistes de molts anys enrere, les quals s'han anat oblidant al cap dels anys.
Es va fer distingir, a més, com a música molt notable, havent escrit la partitura per a la sarsuela dramàtica, que va compondre el seu germà, Arnaldo Márquez, titulada La Novia del Colegial.